# Xiaoliuqiu
Xiaoliuqiu (in cinese: 小琉球) meglio conosciuta come isola di Lamay, è una piccola isola corallina al largo della costa sud-occidentale di Taiwan, a 15 km ad ovest da Donggang, e parte della contea di Pingtung. L'isola ha un'area di 6,80 km² su cui risiedono circa 13.000 abitanti, divisi in 8 villaggi.

## Geografia fisica
Posizionata a sud-ovest delle coste di Taiwan, l'isola di Lamay confina a occidente con il canale di Taiwan e a sud con il mar Cinese Meridionale. È la maggiore isola corallina sotto la giurisdizione di Taiwan e l'unica con una considerevole popolazione umana e conseguente attività produttiva, sebbene sull'isola non siano presenti fiumi o altri corsi d'acqua dolce. Per questo le maggiori attività sono la pesca e, soprattutto nell'ultimo periodo, l'acquacoltura.

### Clima
Xiaoliuqiu ha un tipico clima tropicale monsonico, con una media annuale che si aggira sui 27,3 °C La stagione delle piogge va da aprile a novembre, mentre si ha una stagione secca e con temperature più fresche da aprile ad ottobre. Le medie annuali della temperatura del mare intorno all'isola sono superiori ai 25 °C, per questo è ritenuta una delle migliori località balneari nel periodo invernale. La temperatura marina permette anche la crescita e lo sviluppo di particolari specie di coralli.
| Mese                               | Mesi | Mesi | Mesi | Mesi | Mesi  | Mesi  | Mesi  | Mesi  | Mesi  | Mesi | Mesi | Mesi | Anno    |
| Mese                               | Gen  | Feb  | Mar  | Apr  | Mag   | Giu   | Lug   | Ago   | Set   | Ott  | Nov  | Dic  | Anno    |
| ---------------------------------- | ---- | ---- | ---- | ---- | ----- | ----- | ----- | ----- | ----- | ---- | ---- | ---- | ------- |
| T. max. media (°C)                 | 25,1 | 25,7 | 27,5 | 29,5 | 31,3  | 31,7  | 32,2  | 32,0  | 31,3  | 30,2 | 27,8 | 25,5 | 29,2    |
| T. min. media (°C)                 | 18,0 | 18,5 | 19,8 | 22,2 | 24,3  | 25,5  | 25,8  | 25,5  | 25,0  | 24,1 | 21,8 | 18,8 | 22,4    |
| Precipitazioni (mm)                | 16,0 | 20,5 | 38,8 | 69,8 | 197,4 | 415,3 | 390,9 | 416,7 | 241,9 | 42,7 | 18,7 | 16,2 | 1 884,9 |
| Umidità relativa media (%)         | 75   | 76   | 75   | 77   | 78    | 81    | 80    | 81    | 79    | 76   | 75   | 74   | 77,3    |
| Eliofania assoluta (ore al giorno) | 175  | 167  | 190  | 192  | 200   | 201   | 225   | 196   | 175   | 184  | 167  | 163  | 186,3   |

## Origini del nome
Lamay (in alternativa Lambay o Lamey) è il nome più comune con cui viene riconosciuta l'isola in Occidente e molto probabilmente deriva da un nome in una lingua aborigena parlata a Taiwan. Isola del Leone dorato è un altro nome con cui storicamente ci si riferisce all'isola, questo per via del naufragio della nave "Golden Lion" (in olandese: "Gouden Leeuw") avvenuto sull'isola qualche anno prima dell'inizio della colonizzazione olandese di Taiwan, per commemorare i membri dell'equipaggio della nave.
In cinese, invece, con il nome Liúqiú ci si riferiva all'isola di Taiwan, come citato nella cronaca della "Storia di Yuan". Con il passare del tempo, sotto la dinastia Ming, con questo nome si identificò l'attuale isola. Con lo stesso nome, in cinese, si identificano anche le isole Ryūkyū, arcipelago compreso tra Taiwan e il Giappone. Durante il dominio giapponese, si utilizzò il nome di Xiao Liuqiu (in cinese: 小琉球), sebbene il nome ufficiale dell'isola fosse Liuqiu (in cinese: 琉球嶼). Alcune varianti di questo nome sono: Piccola Liuchiu, Hsiao Liuchiu e Liouciou.

## Storia
Nel 1636 i neerlandesi della Compagnia olandese delle Indie orientali compirono sull'isola un grave massacro ai danni della popolazione indigena.

## Monumenti e luoghi d'interesse

### Architetture religiose
Xiaoliuqiu è famosa per l'alta concentrazione di templi sul suo territorio. Infatti se ne possono contare 38, di cui il più importante è il tempio di Piyun, dedicato alla divinità Avalokiteśvara, bodhisattva buddhista della Misericordia. Questa divinità è molto venerata sull'isola, tanto che nel giorno del suo compleanno, il 19º giorno del secondo mese del calendario lunare, nel suo tempio si tiene un festival.

### Aree naturali
Nelle acque della spiaggia di Chung Au, principale meta turistica e balneare, si trovano circa 176 specie di pesci e coralli. Inoltre le acque dell'isola ospitano numerose specie di vertebrati marini come squali, pesci volanti, tartarughe marine (alcune spiagge ospitano siti di deposizione delle tartarughe verdi) e cetacei, come il capodoglio,

## Geografia antropica

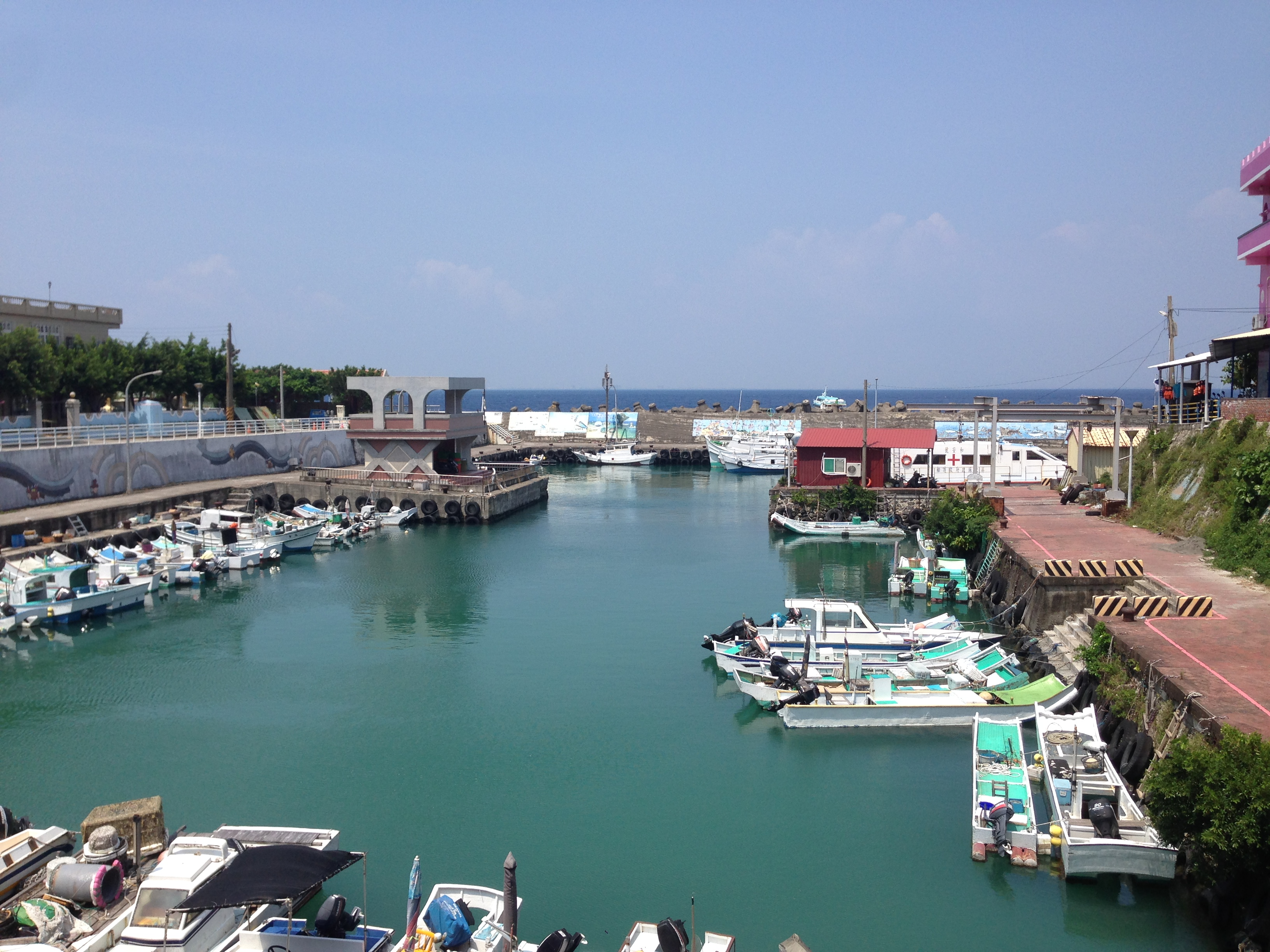
Il porto di Baisha è l'unico porto dell'isola.

La municipalità di Liuqiu è divisa in 8 parti, o "villaggi", di cui Zhongfu rappresenta il capoluogo.
| Divisione amministrativa della municipalità di Liuqiu |
| Zhongfu Yufu Benfu Shanfu Shangfu Dafu Tianfu Nanfu   |

## Economia

### Turismo
Sono stati fatti numerosi sforzi per riuscire a garantire all'isola uno sviluppo pianificato del turismo, dando numerosi frutti soprattutto dopo l'inserimento dell'isola nella baia di Dapeng, zona di interesse naturalistico, nel 2004. Il turismo sull'isola è diventato più consistente a partire dagli anni 2000, facendo sorgere numerosi B&B, hotel e altri servizi turistici come le attività di immersione per visitare le barriere coralline. Stando ai dati della contea di Pingtung sullo sviluppo turistico, nel 2014 a Lamay si sono recati circa 400.000 turisti, con i problemi che ne conseguono, soprattutto per un'isola di soli 6,80 km².